# Rudolf Schwarz (dirigent)
Rudolf Gerhard Schwarz (29. dubna 1905 Vídeň – 30. ledna 1994 Londýn) byl britský dirigent a klavírista židovského původu narozený v Rakousku.

## Život
Studoval hudbu ve Vídni, mj. u Hanse Gála. V letech 1923 až 1927 působil za George Szella jako korepetitor Düsseldorfské opery, v letech 1927 až 1933 za Josefa Kripse jako kapelník Bádenského zemského divadla v Karlsruhe, avšak kvůli svému židovskému původu byl v dubnu 1933 propuštěn. V letech 1936 až 1941 působil jako hudební vedoucí Židovského kulturního spolku v Berlíně. V roce 1943 byl zatčen a odvlečen do koncentračního tábora Auschwitz, odkud byl převezen do Sachsenhausenu a nakonec do Bergen-Belsenu.
V roce 1945 směl vycestovat do Švédska. V letech 1947 až 1951 byl hudebním vedoucím Bournemouthského symfonického orchestru, v letech 1951 až 1957 umělecký ředitel Symfonického orchestru města Birmingham. V roce 1957 se stal šéfdirigentem BBC Symphony Orchestra a roku 1967 intendantem Northern Sinfonia Newcastle upon Tyne.